# Parafia św. Antoniego w Zegrzu
Parafia pw. Świętego Antoniego w Zegrzu – parafia rzymskokatolicka z siedzibą w Zegrzu, należąca do dekanatu serockiego, diecezji płockiej, metropolii warszawskiej. 

## Kościół parafialny
Kościół pw. św. Antoniego w Woli Kiełpińskiej